# Dan Meridor
Dan Meridor (hebr.: דן מרידור, ur. 23 kwietnia 1947 w Jerozolimie) – izraelski polityk, w latach 1988–1992 minister sprawiedliwości, w latach 1996–1997 minister finansów, w latach 2001–2003 minister bez teki, w latach 2009–2013 wicepremier i minister ds. wywiadu, w latach 1984–2003 oraz 2009–2013 poseł do Knesetu z listy Likudu i Partii Centrum.
W wyborach parlamentarnych w 1984 po raz pierwszy dostał się do izraelskiego parlamentu. Zasiadał w Knesetach XI, XII, XIII, XIV, XV oraz XVIII kadencji.
23 lutego 1999 opuścił wraz z Jicchakiem Mordechajem, Dawidem Magenem i Eli’ezerem Sandbergiem frakcję Likud-Geszer-Comet, by – wspólnie z Chaggajem Meromem i Nissimem Cewilim z Partii Pracy – utworzyć nowe ugrupowanie: Partię Centrum.